# Carlos Faraudo
Carlos Faraudo y de Micheo (Madrid, 19 de abril de 1901 - ibidem, 9 de mayo de 1936) fue un militar español de ideas socialistas que fue asesinado seguramente por pistoleros falangistas cuando paseaba con su esposa por las calles de Madrid. Tres meses antes se había constituido el gobierno del Frente Popular, presidido por Manuel Azaña, tras ganar las elecciones generales de febrero de 1936.

## Biografía
Faurado procedía de una acaudalada familia de la alta burguesía. Tras realizar estudios militares en la Academia de Ingenieros de Guadalajara, en agosto de 1923 se licenció con el rango de teniente. Fue destinado a Melilla poco después, y en noviembre de 1925 sería destinado a Madrid. En octubre de 1929 ascendió por antigüedad al rango de capitán. Tras la proclamación de la Segunda República Española, entre 1932 y 1933 estuvo destinado en Bolivia como instructor del Ejército boliviano. Tras el estallido de la Guerra del Chaco, regresó a España.
En 1931 Faraudo ingresó en el PSOE, momento a partir del cual aumentó su compromiso político. Durante su estancia en la Dehesa de la Villa entró en contacto con uno de los líderes socialistas, Francisco Largo Caballero. Fue instructor de las milicias de las Juventudes Socialistas. Posteriormente se afiliaría a la Unión Militar Republicana Antifascista (UMRA), una asociación militar clandestina de ideología izquierdista creada para contrarrestar a la derechista Unión Militar Española (UME).

### Asesinato y entierro
Según contó Manuel Tagüeña, el 8 de mayo de 1936 fue a ver al capitán Faraudo a su casa en el barrio de Salamanca, acompañado de otros dos dirigentes de las Juventudes Socialistas, para comunicarle el deseo de Francisco Largo Caballero de que se hiciera cargo del mando militar de las milicias socialistas, de las que Faraudo era uno de sus instructores, junto con el teniente José del Castillo de la Guardia de Asalto, con quien había entablado una gran amistad. Tagüeña escribió que el capitán Faraudo, que en aquel momento no tenía designado ningún destino —se encontraba en la situación de disponible forzoso—, les causó una excelente impresión por su amplia cultura y por sus «opiniones muy claras y definidas sobre una futura España socialista». Hacia las diez de la noche de aquel mismo día 8 el capitán Faraudo fue  gravemente herido por un tiro en la espalda en la calle de Lista mientras regresaba a su domicilio junto a su esposa. El autor del disparo huyó en un automóvil en el que había otras personas. El capitán Faraudo fue llevado inmediatamente a una clínica donde fallecería a la mañana siguiente, 9 de mayo.
El autor del disparo por la espalda al capitán Faraudo nunca fue identificado, aunque parece seguro que el atentado fue obra de unos falangistas. Su nombre aparecía en una lista supuestamente confeccionada por la UME de militares republicanos socialistas que debían ser asesinados, siendo Faraudo el objetivo número uno. El segundo en la lista era el teniente Castillo. El cuarto Ignacio Hidalgo de Cisneros. Uno de los militares que figuraba en la lista, el capitán de artillería Urbano Orad de la Torre, que había sido compañero de Faraudo en la UMRA, estaba convencido de que el atentado no había sido obra de Falange sino de la UME, por lo que, con la aprobación de sus compañeros de la UMRA, le envió un documento a la UME en el que se decía, según declaró Orad de la Torre, que «si volvía a tener lugar otro atentado semejante, replicaríamos con la misma moneda, pero no en la persona de algún oficial del Ejército, sino en la de algún político. Pues eran los políticos los responsables de semejante estado de cosas».
La capilla ardiente se instaló en una dependencia del cementerio del Este y milicianos socialistas y comunistas uniformados formaron la guardia de honor. Acudió mucha gente y destacados dirigentes de la izquierda como los socialistas Julio Álvarez del Vayo, Margarita Nelken, Carlos Baráibar, Indalecio Prieto, Carlos Rubiera, Santiago Carrillo y Enrique de Francisco y los comunistas Jesús Hernández, Dolores Ibarruri Pasionaria y José Díaz. También acudieron militares, con predominio de suboficiales, con el general Núñez de Prado al frente. Portaron el féretro, entre otros, los tenientes de la Guardia de Asalto Máximo Moreno y José del Castillo, custodiados por las milicias socialistas y comunistas. Ante la tumba volvieron a desfilar las milicias puño en alto y cantando La Internacional. Pronunciaron discursos el socialista caballerista Álvarez del Vayo,  el comunista Jesús Hernández y el secretario general de las JSU Santiago Carrillo. El primero aseguró que los trabajadores vengarían al capitán Faraudo (no dijo cómo) y exigió al Gobierno que no solo persiguiera a los «ejecutores» sino también a los «inductores», «a los que arman a hombres sin escrúpulos y cuyos nombres son de todos conocidos». El segundo también exigió al gobierno, «ante el cadáver de este compañero», «una mayor energía que la hasta ahora empleada, a fin de castigar a quienes arman a los pistoleros». Santiago Carrillo, por su parte, invitó a los militares a unirse al proletariado para combatir al «fascismo». Cerró el acto el teniente coronel Julio Mangada que, «visiblemente emocionado» —era íntimo amigo de Faraudo—, declaró «la necesidad de exigir al Gobierno que obre más enérgicamente contra las provocaciones fascistas y reaccionarias y si no lo hace debemos juramentarnos para hacer pagar ojo por ojo y diente por diente». Terminó su discurso con un viva al pueblo y gritando: «¡Arriba los corazones!». En sus memorias No fue posible la paz José María Gil Robles escribió que Mangada había dicho «Tenemos el deber de juramentarnos para exigir ojo por ojo y diente por diente», tergiversando así intencionadamente sus palabras al suprimir la frase «y si no lo hace». Por su parte Santiago Carrillo le dijo a Ian Gibson hacia 1980:

Yo no llegué a tratar al teniente Castillo. Al que yo conocí bien fue a Faraudo, pues era instructor de milicias de la Juventud Socialista Unificada, que nosotros habíamos organizado por aquella época. El recuerdo que tengo del entierro es que en él había una enorme tensión. La Guardia de Asalto estaba movilizada, y nosotros teníamos la preocupación de que trataran de impedir que el desfile se celebrara. Recuerdo que íbamos cogidos del brazo dispuestos a batirnos con la Guardia de Asalto y con quien fuera. En aquel período la tensión era muy, muy grande, y la actividad nuestra, desde luego era combativa y decidida.

Al entierro también asistió el capitán Federico Escofet, que se encontraba en Madrid por haber sido elegido compromisario para la elección del presidente de la República, que se celebraría al día siguiente, 10 de mayo. Junto a él un hombre joven le dijo que había que vengar la muerte del capitán Faraudo tomando represalias contra algún alto dirigente de la derecha. Era el capitán de la Guardia Civil Fernando Condés que dos meses más tarde encabezaría el grupo que asesinó al líder monárquico José Calvo Sotelo.